# 2 Korpus Pancerny
2 Korpus Pancerny (2 KPanc) – wyższy związek taktyczny wojsk pancernych Sił Zbrojnych PRL.

## Formowanie
Korpus sformowano w lutym 1949 na bazie 10 i 11 Dywizji Piechoty oraz samodzielnych pułków pancernych: 2, 6 i 8 pułku czołgów i 24 pułku artylerii pancernej, z których utworzono 10 Dywizję Pancerną i 11 Dywizję Piechoty  Zmotoryzowanej. W 1951, w związku z przeformowaniem 10 Dywizji Pancernej i 11 Dywizji Piechoty Zmotoryzowanej w dywizje zmechanizowane, przemianowano go na 2 Korpus Zmechanizowany. W listopadzie 1955, ze względu na przeformowanie wchodzących w jego skład dywizji zmechanizowanych na dywizje pancerne, ponownie przemianowano go na 2 Korpus Pancerny. W składzie korpusu znalazły się 10 i 19 Dywizja Pancerna. We wrześniu 1956, w związku z redukcjami Wojska Polskiego dowództwo korpusu zostało rozwiązane, a wchodzące w jego skład dywizje podporządkowano Dowództwu Śląskiego Okręgu Wojskowego. 

## Korpus w okresie Poznańskiego Czerwca 56
Dywizje Korpusu przebywające w lecie 1956 na poligonie w Biedrusku zostały użyte do akcji przeciw demonstrantom podczas tzw. wydarzeń czerwcowych w Poznaniu. 
28 czerwca 1956  o  11.30. czasowo pełniący obowiązki dowódcy 2 Korpusu Pancernego otrzymał od szefa Sztabu Generalnego Jerzego Bordziłowskiego  zarządzenie nakazujące ogłoszenie alarmu bojowego dla oddziałów korpusu i postawienie ich w stan gotowości bojowej. Płk Lach ogłosił alarm, a jednostki 10 i 19 DPanc o 14:00 28 czerwca 1956 osiągnęły gotowość bojową. Ok. godz. 14:00 wydzielone oddziały 10 Sudeckiej Dywizji Pancernej otrzymały zadanie: wyjść w rejon Suchego Lasu, przygotować się do działań, wydać dwie jednostki ognia do broni strzeleckiej z tego jedną jo utrzymywać w transporcie i jedną przekazać bezpośrednio żołnierzom. Pozostawić na miejscu sprzęt ciężki tj. czołgi, działa pancerne i artylerię polową, wyprowadzając składy osobowe jednostek na transporcie samochodowym w gotowości do działań w szyku pieszym. Ok. godz. 20:00 oddziały dywizji wyszły z rejonu lotniska Łagiewniki i przystąpiły do działań.O godz. 14:30, na rozkaz szefa Sztabu Generalnego, w kierunku Poznania rozpoczęły marsz oddziały 19 Dywizji Pancernej. O godz. 16:00 etatowy dowódca 2 KPanc, gen. bryg. Józef Kamiński powrócił z urlopu, a wiceminister obrony narodowej postawił mu zadanie: wprowadzić jednostki 2 Korpusu Pancernego do działań w Poznaniu. W dniu 30 czerwca, ok. godz. 18.00 dowódca 10 DPanc otrzymał rozkaz wyprowadzenia swoich oddziałów z miasta (bez 27 pz). O 21:00 rozpoczęto wycofywanie jednostek na OC Biedrusko. Do 6:00 1 lipca oddziały ześrodkowały się w swoich rejonach. Dowódca 19 DPanc wyprowadzał swoje oddziały w dwóch turach. O 15:00 zaczął wyprowadzać 36 dah, 12 dar i 66 bsap. Jednostki te ześrodkowały się na OC Biedrusko do 17:30. Pozostałe jednostki: 73 pz, 69 pcz, 23 pcz, 13 bczap i 2 br wyruszyły z Poznania o 21:00 i ześrodkowały się na poligonie do 1:00 1 lipca. 2 Korpus Pancerny w rejonie Poznania użył: 4063 żołnierzy w tym: 573 oficerów, 1192 podoficerów, 2298 szeregowców, 265 czołgów, 22 działa pancerne, 28 transporterów opancerzonych

## Struktura organizacyjna
1949
- Dowództwo 2 Korpusu Pancernego (Wrocław)
- 10 Sudecka Dywizja Pancerna (Opole)
- 11 Dywizja Piechoty Zmotoryzowanej (Żagań)
- 52 batalion łączności

1955
- Dowództwo 2 Korpusu Pancernego (Wrocław)
- 10 Sudecka Dywizja Pancerna (Opole)
- 19 Dywizja Pancerna (Gubin)
- 36 batalion saperów
- 52 batalion łączności
- 57 kompania sztabowa

## Żołnierze korpusu
dowódcy korpusu
- gen. bryg. Dawid Barinow (1949–1952) (AR)
- gen. bryg. Siemion Tichonczuk (1952–1954) (AR)
- gen. bryg. Józef Kamiński (1954–1957)

Oficerowie sztabu korpusu
- Zdzisław Bobecki